# 75e division d'infanterie (États-Unis)
Pour les articles homonymes, voir 75e division d'infanterie.
La  75e division d'infanterie est une des divisions d'infanterie de l'armée de terre des États-Unis (United States Army).

## Création et différentes dénominations
La 75e division d'infanterie est créée le 24 décembre 1942 et entre en service le 15 avril 1943 et est commandée par le major général Fay B. Prickett du mois d'août 1943 au mois de janvier 1945,elle combat sur le front Européen et est dissoute le 14 novembre 1945.
Elle est recrée le 1er mars 1952 puis dissoute le 15 février 1957.
Réactivée le 1er octobre 1993 elle est toujours en activité.

## Historique
La 75e DIUS est créée le 24 décembre 1942, arrive en Grande-Bretagne le 2 novembre 1944, débarque au Havre et Rouen le 13 décembre, bivouaque à Yvetot le 14 décembre, et est dirigée sur le front belge où elle est mise en réserve.
Lors de l'offensive des Ardennes de Von Rundstedt, la 75e se retrouve alors en première ligne, et effectue des combats défensifs à partir du 22 décembre sur l'Ourthe puis sur l'Aisne avant de reprendre le 5 janvier 1945 Grandmenil aux troupes allemandes.
Le 8 janvier, la division appuie la 82e division aéroportée lors de l'attaque le long de la Salm où elle se positionne défensivement jusqu'au 17 janvier où elle reprend Vielsalm et les villes alentour.
Passée à la 7e armée américaine, la 75e DIUS combat en Alsace, traverse le 1er février le canal de Colmar, prenant une part importante à la libération de la ville.
Elle combat ensuite dans la plaine d'Alsace, puis ayant traversé le canal de la Marne au Rhin elle atteint le Rhin le 7 février 1945.
Après un bref repos à Lunéville, il retourne au combat, le 21 février 1945, et appuie la 6e division aéroportée britannique en tenant un secteur le long de la Meuse, près de Roermond, aux Pays-Bas.
Du 13 au 23 mars, le 75 patrouille le long de la rive ouest du Rhin de Wesel à Hombourg, et sonde les défenses ennemies.
Le 24 mars, l'opération Varsity permet à la 75e DI de franchir le Rhin à la suite de la 30e et 79e divisions puis nettoie les abords jusqu'au 1er avril.
Le 4 avril, l'unité franchit le canal Dortmund-Ems et dégage les abords de Dortmund qui est prise le 13 avril par la 95e DIUS.
Après avoir pris Herdecke, le 13 avril, la division est mise au repos à Brambauer.

## Composition

### Unité
289e régiment d'infanterie

290e régiment d'infanterie

291e régiment d'infanterie

730e bataillon d'artillerie de campagne

897e bataillon d'artillerie de campagne

898e bataillon d'artillerie de campagne

899e bataillon d'artillerie de campagne

75e détachement du contre-espionnage

575e compagnie de transmissions

775e compagnie du matériel

75e compagnie d'intendance

75e escadron de reconnaissance

75e bataillon médical

### Unité attachée
701e bataillon de chars (18-03-1945 au 02-04-1945)

709e bataillon de chars (31-01-1945 au 11-02-1945)

717e bataillon de chars (17-04-1945 au 18-04-1945)

744e bataillon de chars (30-03-1945 au 09-05-1945)

750e bataillon de chars (22-12-1944 au 26-01-1945)

628e bataillon de chasseurs de chars (10-01-1945 au 15-01-1945)

629e bataillon de chasseurs de chars (24-12-1944 au 01-01-1945)

654e bataillon de chasseurs de chars (24-03-1945 au 25-03-1945)

772e bataillon de chasseurs de chars (22-12-1944 au 04-06-1945)

807e bataillon de chasseurs de chars (25-03-1945 au 04-06-1945)

814e bataillon de chasseurs de chars (30-12-1944 au 05-01-1945)

440e bataillon d'artillerie anti-aérienne automatique (22-12-1944 au 26-01-1945)

## Théâtres d'opérations européen
- Rhénanie
  - Bataille des Ardennes
    - Poche de Colmar
      - Europe centrale